# Pourfendeur de nuages
Pourfendeur de nuages (Cloudsplitter) est un roman historique américain de Russell Banks, paru en 1998, qui traite de l'histoire de l'abolitionniste John Brown.

## Origine du titre
Pourfendeur de nuages est le nom amérindien (iroquois) du Mont Marcy (appelé aussi Tawahus), point culminant des Adirondacks.

## Résumé
Le roman se présente sous la forme d'un récit rétrospectif par le fils de John Brown, Owen Brown, depuis son ermitage dans les monts Santa Cruz en Californie. Ses réminiscences trouvent leur origine dans la réception d'une invitation de Mlle Mayo, assistante de Oswald Garrison Villard, qui prépare alors sa biographie John Brown : Une biographie cinquante ans après  (Boston, 1910).

## Thèmes
Dans ce roman, Banks aborde un certain nombre de questions :
- les conséquences morales du radicalisme ;

- la fine frontière qui sépare la santé mentale du fanatisme religieux : « … le Seigneur me parle » ;

- comment un fort attachement familial est aussi une forme d'esclavage ;

- la perte de l'innocence.

## Éditions françaises
- Actes Sud, 1998  (ISBN 2-7427-1874-5)
- Babel no 465, 2001

## Source
- (en) Cet article est partiellement ou en totalité issu de l’article de Wikipédia en anglais intitulé « Cloudsplitter » (voir la liste des auteurs).